# Meritamon (III. Thotmesz lánya)
Meritamon („Ámon kedveltje”) ókori egyiptomi hercegnő a XVIII. dinasztia idején; III. Thotmesz és Meritré-Hatsepszut lánya.
Thotmesz és Meritré hat ismert közös gyermekének egyike. Ő örökölte az Isten felesége címet anyjától. Testvérei II. Amenhotep fáraó, valamint Menheperré herceg, Nebetjunet, a másik Meritamon és Iszet hercegnők. Ábrázolják nagyanyja, Hui egy szobrán, mely ma a British Museumban található, és melyen több testvérét is ábrázolják. Feltűnik továbbá apja Dejr el-Bahari-i Hathor-szentélyének falán.
Címei: A király leánya; A király nővére; Az isten felesége.
Thotmesznek és Meritrének volt még egy lánya, akit Meritamonnak hívtak; Hui szobrán mindkettejüket ábrázolják. A két hercegnő valamelyikét ábrázolja egy kockaszobor, melyet Karnakban találtak, és mely a munkavezető Benermerut ölében ábrázol egy Meritamon nevű hercegnőt.